# Jacob Niessner
Pour les articles homonymes, voir Niessner.
Jacob Niessner (19 janvier 1908 - 14 juillet 1948) est un criminel nazi, membre de l'équipe des camps de concentration allemands de camp de Majdanek et Dachau et SS-Sturmmann

## Biographie
Agriculteur de formation, Jacob Niesser n'a accompli que cinq années d'école primaire. Durant la Seconde Guerre mondiale, il a servi comme garde dans les camps de Lublin (ainsi que son sous-camp Warschau) et Dachau. Le 25 février 1947, il est extradé vers la Pologne par les autorités américaines. Pour le meurtre de prisonniers lors de transports du camp de Warschau au camp de Dachau, il est condamné le 26 janvier 1948 par le tribunal de district de Lublin à la mort par pendaison. La peine est exécutée le 14 juillet 1948.